# 外国資本
外国資本（がいこくしほん）とは、外国人や外国系企業の資本。略称は外資（がいし）。民族資本の対義語として用いられる。
ほとんどの国では民族資本と比較して外国資本がより大きな資本を持っていることから、外国資本を自国に呼び込んで投資することによって経済を向上させる手法が考慮されることがある。